# Salvia flocculosa
Salvia flocculosa es una planta herbácea de la familia de las lamiáceas. Es originaria de Ecuador en la provincia de Chimborazo y en Tungurahua a una altitud de 2500 a 3000 metros. Su hábitat natural son los bosques húmedos de montaña, subtropicales o tropicales.
Es un raro arbusto endémico del Ecuador andino, en donde se conoce a partir de seis colecciones dispersas. Desde la primera colección en 1844, la especie se ha reportado cinco veces, la última en 1978. Ningún ejemplar de esta especie se encuentran en los museos ecuatorianos. Aparte de la destrucción del hábitat, hay amenazas específicas son conocidas.

## Taxonomía
Salvia flocculosa fue descrita por George Bentham y publicado en Plantas Hartwegianas imprimis Mexicanas 244. 1846.
Etimología
Ver: Salvia
flocculosa: epíteto latino que significa "lanosa".
Sinonimia
- Salvia collina Kunth
- Salvia spicata Willd. ex A.Dietr[4][5]